# Aage Remfeldt
Aage Remfeldt (født Rasmussen 4. september 1889 Fredriksberg – død 29. november 1983 Havdrup) var en dansk fotograf, portrættør og kapgænger. Uddannet på Teknologisk Institut 1910 og portrætfotograf i Oslo til 1935, da han flyttede tilbage til Danmark og overtog sin far, fotografen Lars Rasmussens forretning i Havdrup på Sjælland. Remfeldt boede i Havdrup indtil sin død i 1983.
Remfelt havde sin storhedstid i årene før 2. verdenskrig i Oslo. Blandt sine favoritter regnede han Sigrid Undset, Georg Brandes og Knut Hamsun, hvis portrætter hang i Remfeldts kombinerede atelier og lejlighed i Havdrup.
Remfeldts kvindesyn var, hvad man i dag vil kalde lettere antikveret: "Kvinden skal portrætteres medens hun endnu frister manden – inden hun bliver 18 år." Et syn der kom til udtryk i portrættet af "Hanne", der er oldingens hyldest til ungdommen.
Hans kamera var et stort mahogni atelierkamera, og det foretrukne objektiv et 480 mm Zeiss, som han fik underhånden i Oslo under 1. verdenskrig. "Jeg aner ikke hvor gammelt mit kamera er, men optikken, den er ny, den fik jeg i 1918", var svaret på et spørgsmål om kameraets alder. Under første verdenskrig var der forbud mod at udføre så lange linser fra Tyskland.
Som kapgænger gik han for AIK 95 og Københavns FF. Han blev nummer fire i 10 km gang ved OL 1912 i Stockholm. Han var dansk mester på 1 dansk mil 1909 og på 10 km 1910 og 1912. Han satte tre danske rekorder: på 10 danske mil og to gange på 10 km. Han var 1913-1914 i USA, hvor han opnåede flere gode resultater. Ved et stævne i Helsingfors i 1905 deltog han først i kapgangsskonkurrencerne over henholdsvis 1 mile og 5 kilometer og vandt, hvorefter han tog førstepræmie i boksning!
Remfeldt hed "Aage Rasmussen", til han tog navneforandring i 1918